# Azé (film)
Pour les articles homonymes, voir Azé.
Pour plus de détails, voir Fiche technique et Distribution.
Azé est un documentaire français réalisé par Ange Leccia et sorti en 2004.

## Fiche technique
- Titre : Azé
- Réalisation : Ange Leccia
- Scénario : Ange Leccia
- Photographie : Ange Leccia
- Création sonore et mixage : Katia Bonnenfant
- Montage : Patricia Adelheim
- Production : Camera Lucida productions
- Distribution : Pointligneplan
- Pays :  France
- Durée : 70 minutes
- Date de sortie : France - 2 décembre 2004

## Distribution
- Isa Griese
- Rania Hossni
- Yasmine Saad Morsi